# 베르톨트 라우퍼

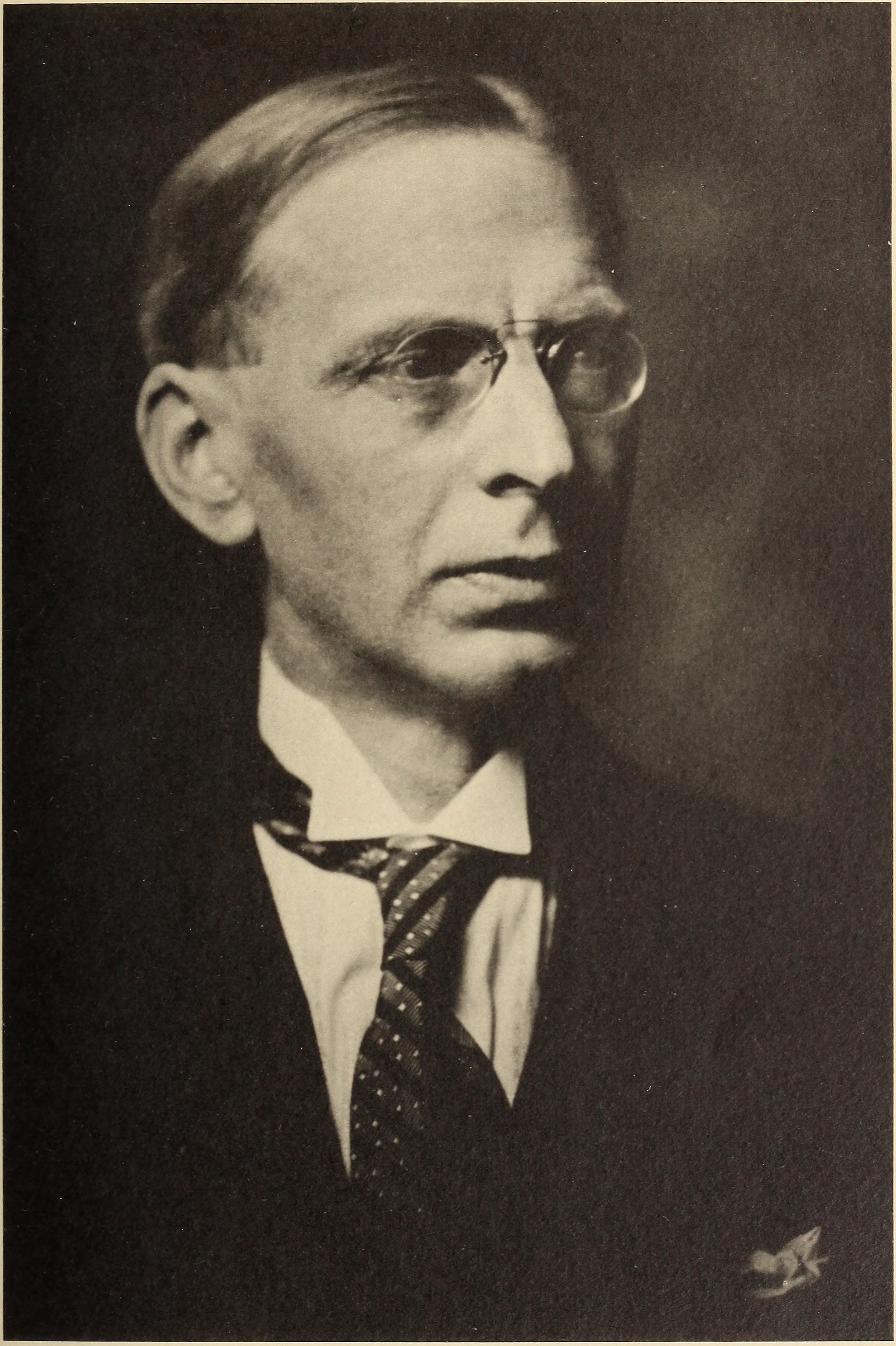
베르톨트 라우퍼

베르톨트 라우퍼(독일어: Berthold Laufer, 1874년 10월 11일 ~ 1934년 9월 13일)는 독일 출신의 미국 인류학자이자 동양학자이다. 특히 중국과 그 주변 지역의 다양한 문물에 대한 정통한 연구와 저서로 잘 알려져있다.

## 생애
쾰른의 유대인 가정 출신이며, 1893년 베를린 대학교에서 중국어, 말레이어, 티베트어, 일본어 등을 배운 뒤 1895년에 졸업하였다. 이후 1897년 라이프치히 대학교에서 박사 학위를 수료했으며, 1898년 미국으로 이민을 떠났다.
그 뒤 1898년부터 1899년까지 제섭 북태평양 탐험대를 이끌어 사할린섬 및 아무르강 하구 일대를 조사하며 아이누, 니브흐족, 에벤크족, 나나이족 등의 민족에 대해 연구하였으며, 1901년부터 1904년까지 미국 자연사 박물관의 조수로 있으면서 제이콥 시프의 후원을 받아 중국 탐험을 이끌어 중국의 민속 자료를 수집하였다.
이후 1905년 컬럼비아 대학교의 강사를 맡았으며, 1907년부터 시카고의 필드 자연사 박물관에서 학예사로 활동하며 1911년까지 중국을 방문한 뒤 1923년 단기간 중국을 한 차례 더 방문하였다.
그 뒤 1934년 시카고에 머물렀던 호텔 옥상에서 뛰어 내려 자살하였다.